# تیموتی لوواوو-کابارو
تیموتی لوواوو-کابارو (فرانسوی: Timothé Luwawu-Cabarrot‎، زاده ۹ مه ۱۹۹۵) بازیکن بسکتبال اهل فرانسه است.
از تیم‌های وی میتوان به فیلادلفیا سونتی‌سیکسرز اشاره کرد.